# Globulina antitimocito
La globulina antitimocito , que se vende bajo la marca Atgam y Thymoglobulin, entre otras, son medicamentos que se usan para prevenir y tratar el rechazo agudo después de un trasplante de órganos . Otros usos pueden incluir el síndrome mielodisplásico y la anemia aplásica . La globulina antitimocítica se administra mediante inyección en una vena.
Los efectos secundarios más frecuentes son fiebre, leucocitos bajos, plaquetas bajas, dolor de cabeza, náuseas, mareos y erupción cutánea , otros efectos secundarios pueden incluir anafilaxia e infección. La seguridad en el embarazo no está clara. Son anticuerpos policlonales contra los timocitos, derivados de caballos o conejos. Se cree que  alterando la actividad de las células T.
La globulina antitimocítica se aprobó para uso médico en Estados Unidos en 1981 para la versión de caballo y en 1998 para la versión de conejo .  En el Reino Unido, un vial de 25 mg de la versión de conejo le cuesta al NHS alrededor de 160 libras esterlinas a partir de 2021. Esta cantidad en Estados Unidos cuesta alrededor de 800 USD.